# Eubaphe lineata
Eubaphe lineata är en fjärilsart som beskrevs av Druce 1885. Eubaphe lineata ingår i släktet Eubaphe och familjen mätare. Inga underarter finns listade i Catalogue of Life.